# Familia Logothetti

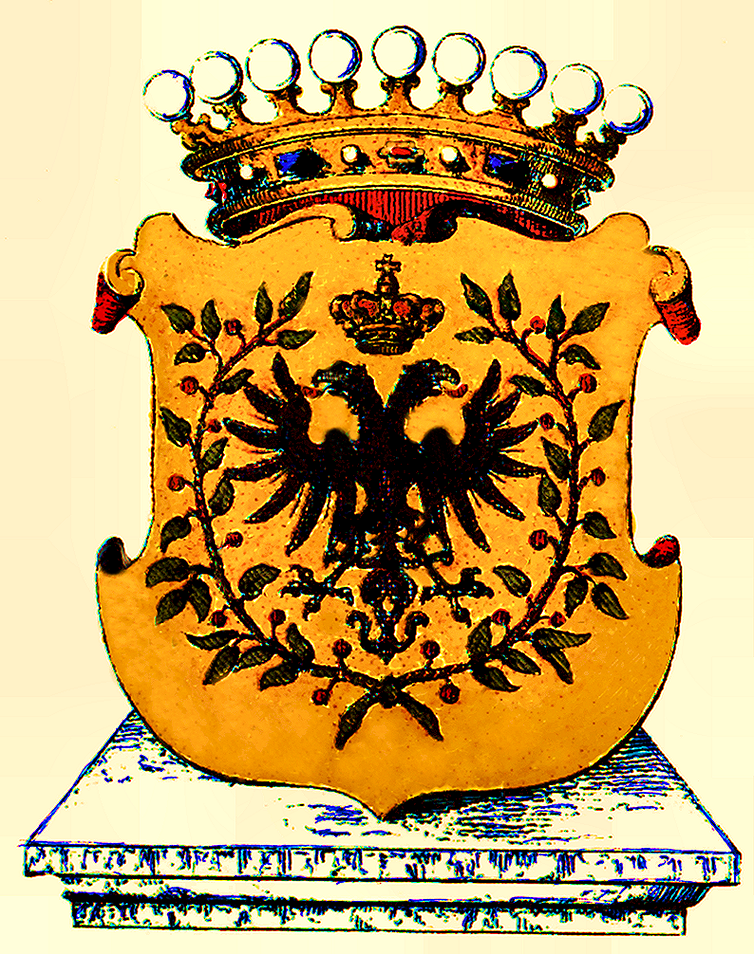
Stema conților Logothetti

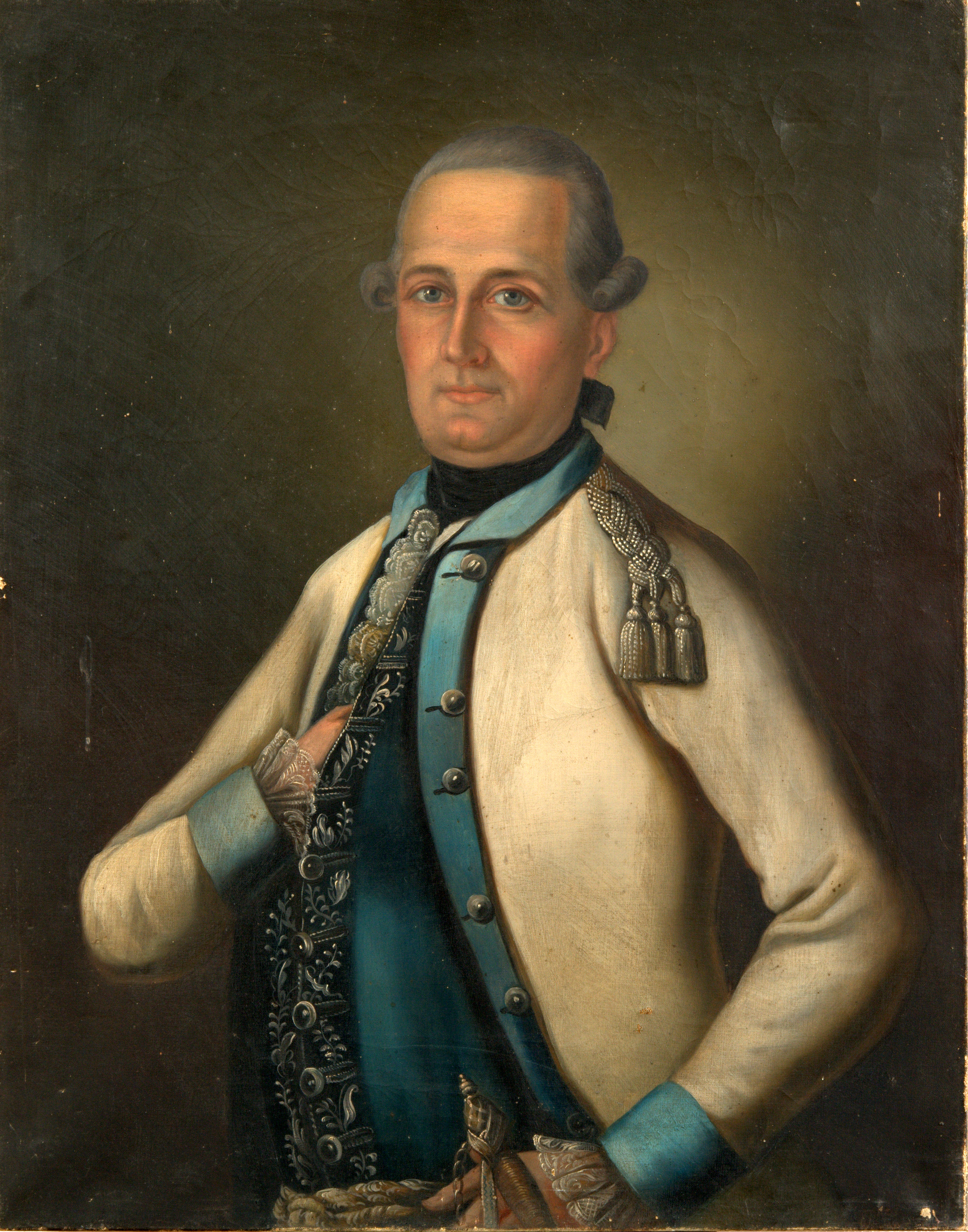
Iacob Logothetti (1741-1802)

Logothetti [a se pronunța Logofeti] a fost o familie nobiliară de origine greacă, atestată mai  în Republica Veneția și apoi în Imperiul Austriac. 
Giacomo (Jakob) conte Logothetti (n. 16 martie 1741, Zante - d. 1 august 1802, Cernăuți), care a stat în serviciul Republicii Veneția, s-a stabilit în Bucovina la sfârșitul secolului al XVIII-lea, unde s-a căsătorit pe la 1783 cu Adrienne Catherine Marie (n. 27 noiembrie 1759, București - d. 23 noiembrie 1785, Șerăuți), fiica moștenitoare al ultimului staroste de Cernăuți pe timpul Principatului Moldovei Léon d’Ymbault (de Romanieu) (1700-1781).

## Alți membri ai familiei
- Vladimir Logothetti (1822-1892), ofițer și politician austro-ungar, comandantul Hergheliei Rădăuți
- Hugo Logothetti al II-lea (1852-1918), diplomat austro-ungar, ultimul ambasador al Austro-Ungariei în Iran (Persia)
- Leon Sculy Logothetides (1853-1912), profesor de medicină la Iași, deputat
- Nicolae Sculy Logotheti (1910-sec. XX), pilot de avion, as al aviației române